# Сен-Кристоф-Додиникур
Сен-Кристо́ф-Додинику́р (фр. Saint-Christophe-Dodinicourt) — коммуна во Франции, находится в регионе Шампань — Арденны. Департамент — Об. Входит в состав кантона Бриен-ле-Шато. Округ коммуны — Бар-сюр-Об.
Код INSEE коммуны — 10337.
Коммуна расположена приблизительно в 165 км к востоку от Парижа, в 60 км южнее Шалон-ан-Шампани, в 34 км к северо-востоку от Труа. Стоит на реке Вуар.

## Население
Население коммуны на 2008 год составляло 37 человек.
| 1962 | 1968 | 1975 | 1982 | 1990 | 1999 | 2008 |
| ---- | ---- | ---- | ---- | ---- | ---- | ---- |
| 31   | 39   | 22   | 41   | 43   | 42   | 37   |

## Экономика
В 2007 году среди 22 человек в трудоспособном возрасте (15—64 лет) 14 были экономически активными, 8 — неактивными (показатель активности — 63,6 %, в 1999 году было 65,2 %). Из 14 активных работали 14 человек (9 мужчин и 5 женщин), безработных не было. Среди 8 неактивных 4 человека были учениками или студентами, 2 — пенсионерами, 2 были неактивными по другим причинам.

## Достопримечательности
- Участки римских дорог. Памятник истории с 1982 года[3]

## Фотогалерея

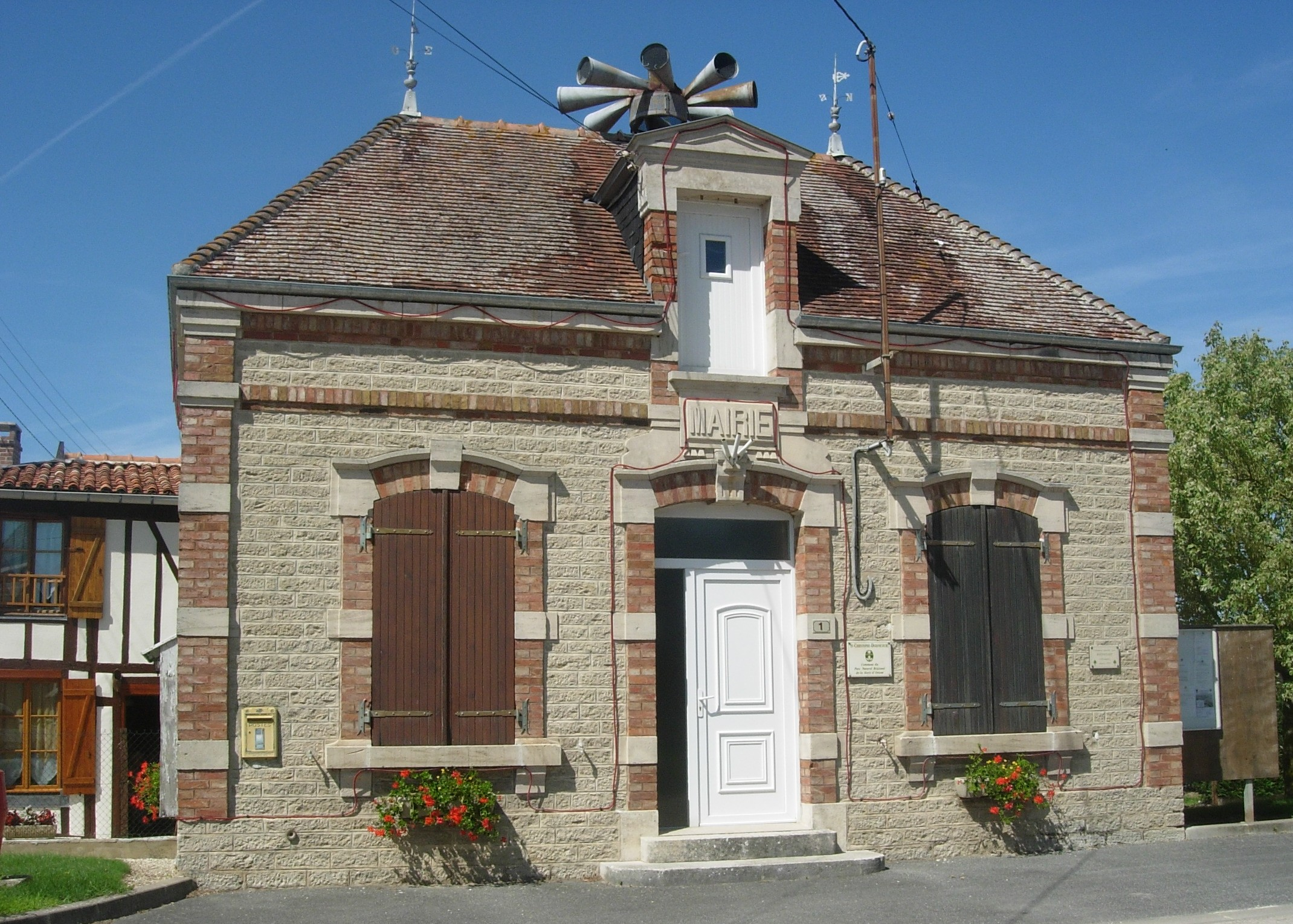
Мэрия
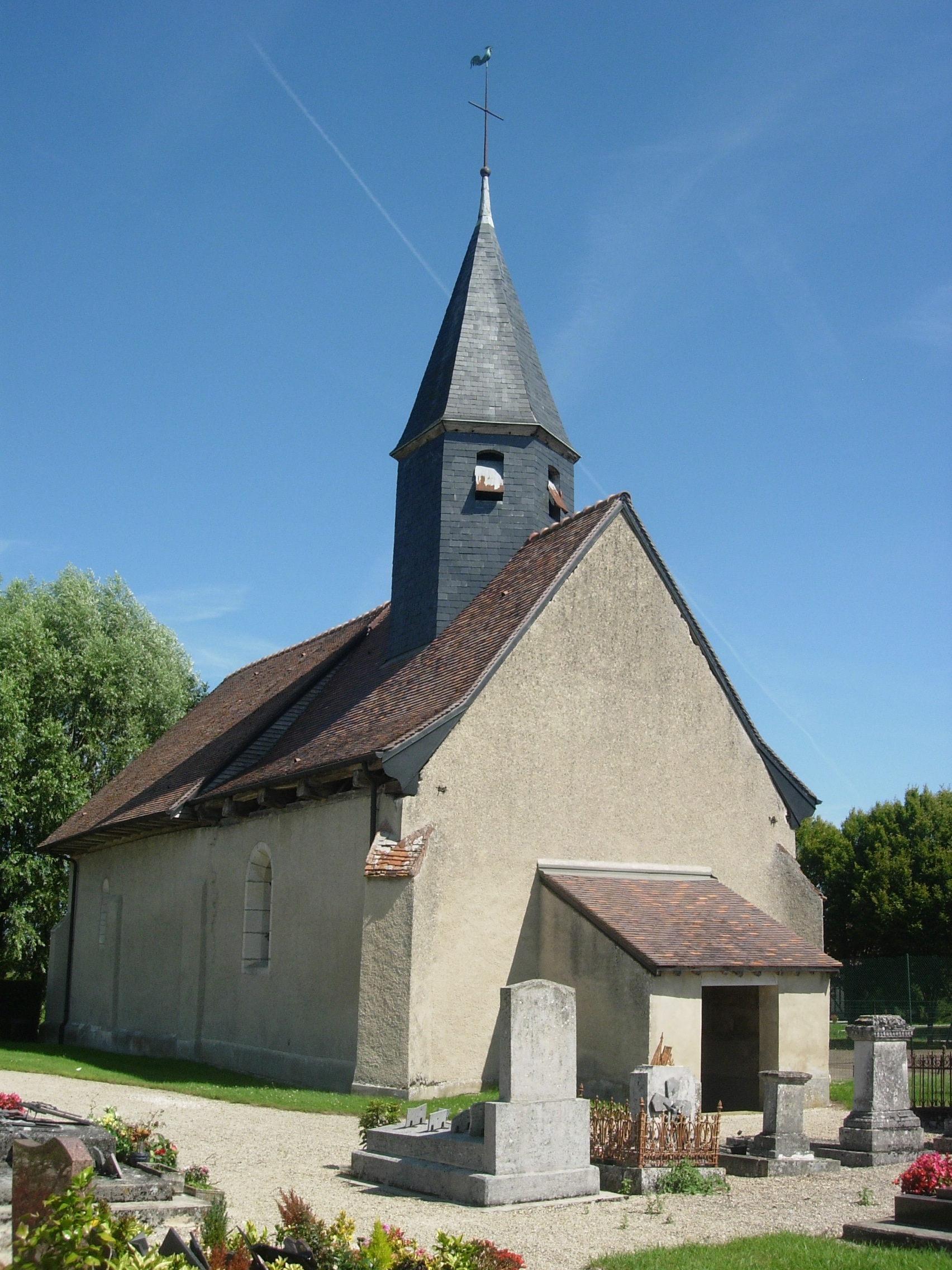
Церковь
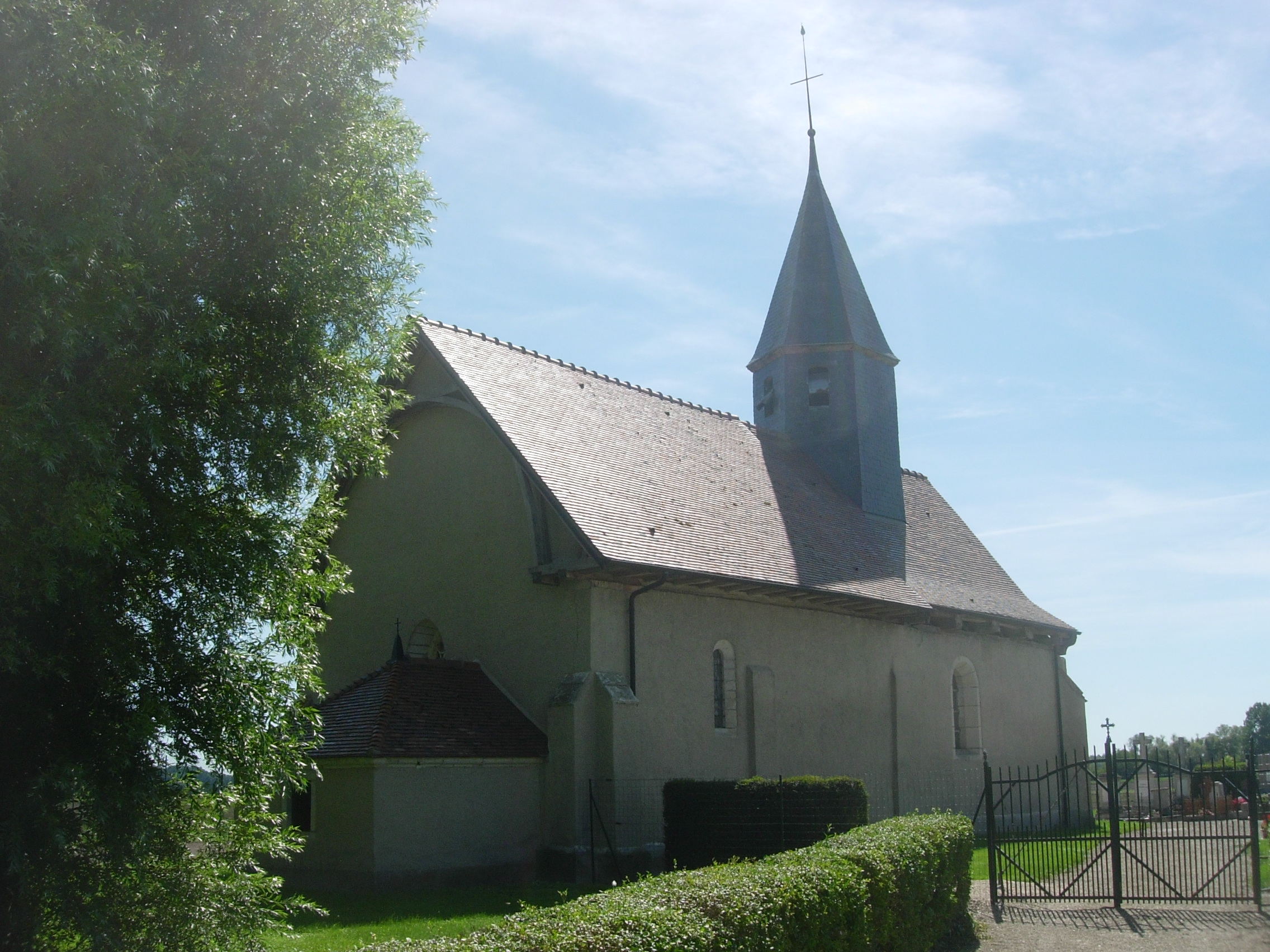
Церковь
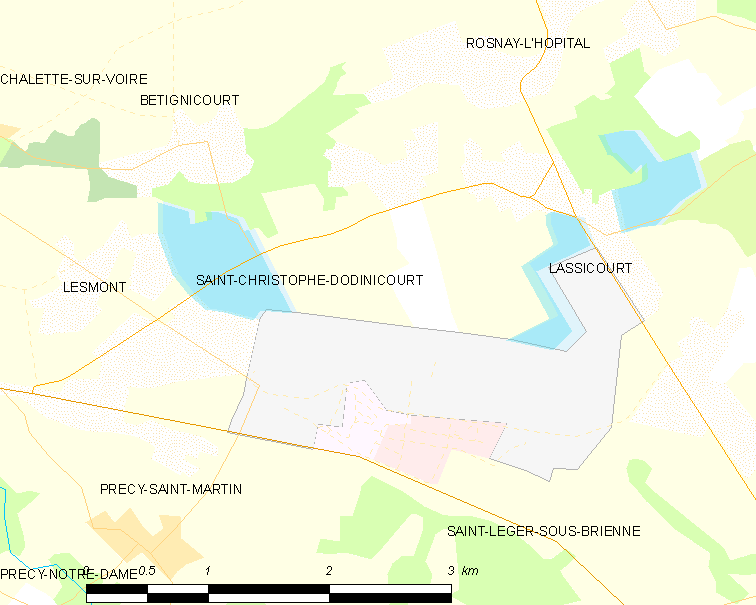
Карта коммуны